# Metaphidippus laetabilis
Metaphidippus laetabilis är en spindelart som först beskrevs av George William Peckham och Elizabeth Maria Gifford Peckham 1896.  Metaphidippus laetabilis ingår i släktet Metaphidippus och familjen hoppspindlar. Inga underarter finns listade i Catalogue of Life.